# Dominique Aury
Pour les articles homonymes, voir Aury.
Anne Cécile Desclos, dite Dominique Aury alias Pauline Réage, née le 23 septembre 1907 à Rochefort-sur-Mer et morte le 26 avril 1998 à Corbeil-Essonnes, est une femme de lettres française.
Autrice d'essais, de préfaces, de traductions et de quelques poèmes, elle a été un quart de siècle durant, l'adjointe de la direction de la seconde NRF, la première femme à jouer, au sein de la prestigieuse maison Gallimard, plus qu'un rôle d'influence dans le monde de l'édition française, la première à être reconnue professionnellement pour cela en devenant en 1974 conseillère du ministre de l’Éducation. Une des premières jeunes filles admises en 1925 en hypokhâgne, elle avait été avant guerre une pionnière du journalisme féminin.
| Image externe |                                                                             |
|               | Portrait de Dominique Aury en 1954, année de la publication d'Histoire d'O. |

Découvreuse de talents et membre de multiples jurys, elle a insufflé par ses choix et ses critiques une orientation résolument moderniste à la littérature de l'après-guerre. Cependant elle s'est attachée, en tant que directrice de collection et spécialiste de la littérature baroque et religieuse, à une exigence renouvelée de rigueur classique. Ses traductions ont contribué fortement à l'introduction d'auteurs anglais modernes dans le contexte des lettres françaises.
Compagne clandestine de Jean Paulhan jusqu'au-delà de la mort de celui-ci, elle s'est révélée en 1994, à l'âge de quatre-vingt-six ans, être l'autrice d'Histoire d'O, un des textes français les plus traduits. Publié en 1954 par le jeune éditeur Jean-Jacques Pauvert sous le pseudonyme de Pauline Réage, cet unique roman et sa suite parue en 1969, amputés d'une troisième partie qui en délivrait le sens mystique, composent un manifeste érotique voulu comme une réponse aux fantasmes sadiens des hommes qui fait d'elle la créatrice d'un nouveau genre, la littérature libertine féminine.

## Carrière résumée
- 1925-1926 : hypokhâgne à Condorcet.
- 1926-1929 : licence d'anglais en Sorbonne.
- 1929-1939 : « instructor » à Paris du Teachers College de l'université Columbia.
  - 1929-1933 : femme au foyer.
  - 1933-1939 : chroniqueuse Arts à L'Insurgé et Combat.
- 1939-1944 : assistante de Georges Adam
  - 1939-1940 : chroniqueuse à Tout et Tout.
  - 1942-1944 : employée clandestine aux Lettres françaises.
  - 1943-1944 : employée au COIACL.
- 1945-1952 : journaliste aux Lettres françaises.
  - 1945-1946 : secrétaire de rédaction de L'Arche.
  - 1946-1952 : secrétaire de rédaction aux Cahiers de la Pléiade.
  - 1949-1952 : directrice de collection à la Guilde du Livre.
  - 1950-1952 : membre du comité de lecture Gallimard.
- 1953-1977 : secrétaire générale de la NRF.
  - 1953-1974 : membre du comité de lecture Gallimard.
  - 1953-1960 : directrice de collection à La Guilde du Livre.
  - 1961-1964 : directrice de collection chez Gallimard.
  - 1974-1977 : membre du Conseil supérieur des Lettres.

## Biographie

### Le poids de la religion et le salut dans les lettres (1907-1926)
Anne Desclos, encore bébé, est confiée par sa mère, une femme austère et misanthrope qui éprouve du dégoût pour le corps, à sa grand mère paternelle, bretonne installée depuis 1888 dans la maison que Charles de Montalembert avait possédée à Saint-Senier-sous-Avranches, la Butte. Enfant unique, elle y grandit dans une catéchèse qui commande l'abdication de soi. Petite fille émue aux larmes par les chœurs de l'office, elle découvre la volupté dans la prière et, quoique incertaine quant au vœu de chasteté exigé, elle envisage une vie recluse dans l'obéissance et la pauvreté. Sa grand mère, veuve d'un franc tireur de la guerre de 70 réfugié en Angleterre, à Soho où elle aida celui-ci à tenir un restaurant, en fait un enfant bilingue, comme son père né dans la langue anglaise.
Fascinée par les filles, c'est au cours de son adolescence qu'elle apprivoise sa bisexualité. À quinze ans, à la rentrée 1923, il lui est interdit de jamais revoir son premier amour, une Jacqueline chez laquelle les parents ont intercepté leur correspondance érotique. Mais dix ans plus tard, sa relation avec ce personnage, qui sera mise en scène dans Histoire d'Ô, n'a pas été rompue, prenant une tournure apparemment échangiste. Curieuse de l'anatomie masculine, elle conservera un souvenir de crudité mécanique et de dégoût de la première démonstration que le cousin d'une complice de son père lui offre dans un hôtel de passe.

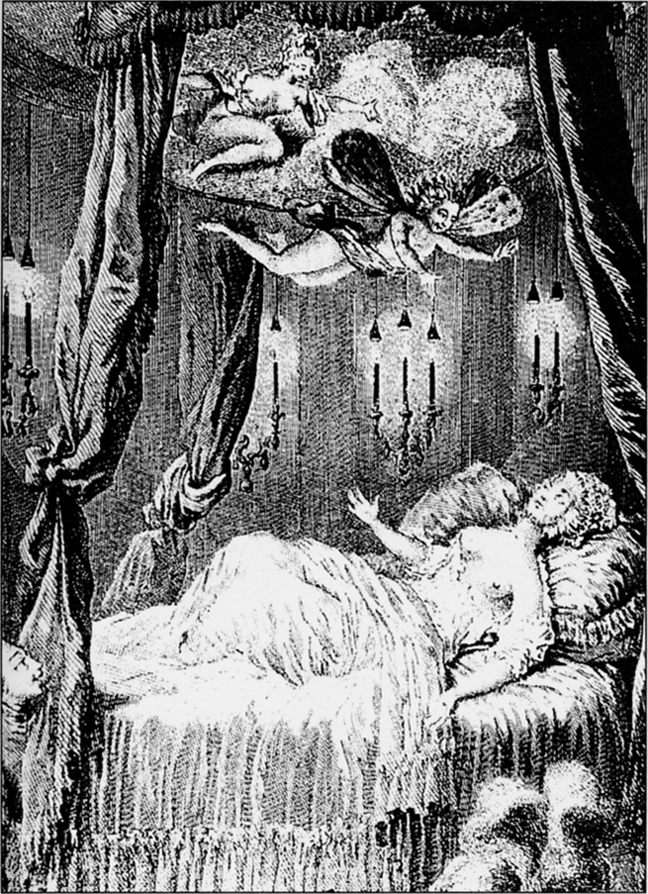
Illustration pour Le Sopha de Crébillon.
C'est dans la bibliothèque de son père que la jeune Anne Desclos découvre une littérature libertine dénonçant l'hypocrisie d'une morale et l'échec d'une religion qui fustigent le corps et l'inquiétude nécessaire du pécheur.

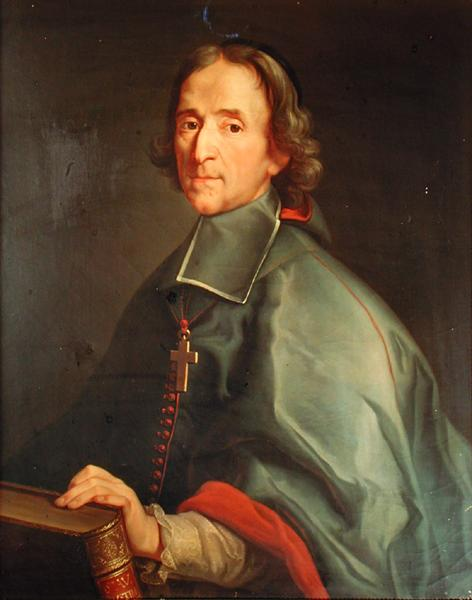
Fénelon, maître à penser de la jeune Anne Desclos condamné pour l'hérésie quiétiste, que l'Église jugea trop complaisante à l'égard de la ferveur hystérique manifestées par des femmes, telles Marie de l'Incarnation ou Marie de Saint-Joseph, réduites à n'exister socialement que par une surenchère mystique.

Très tôt, elle fréquente le quiétiste Fénelon et le licencieux Crébillon fils. Élève du lycée Fénelon à Paris, elle est séduite par le personnage de Valmont et se passionne pour les Kim, Cordelia et Virginia Woolf qu'elle découvre à travers son père.
Auguste Desclos, homme qui prétendait avoir hérité le titre de comte de robins de Bretagne, les Desclos de La Fonchais, est un agrégé d'anglais à la fois sportif, qui avait fondé l'US Avranches, et érudit reconnu, dont la bibliothèque comprend les libertins. Il occupe après la guerre des fonctions diplomatiques et deviendra en 1937 directeur du Collège franco-britannique de la Cité universitaire à Paris. C'est aussi un séducteur.
Son rejeton est admis avec deux autres jeunes filles en hypokhâgne au lycée Condorcet où lui-même enseigne depuis 1919, classe qui est une véritable école d'écriture et de style mais où les professeurs s'emploient à dégoûter les candidates féminines. Compétitrice qui n'a jamais supporté que d'être première ou seconde en lettres, Anne Desclos abandonne au bout d'un an.

« Pecca fortiter. »

— Devise adoptée par Dominique Aury adulte.

### De la Jeune Droite à la modernité (1927-1937)

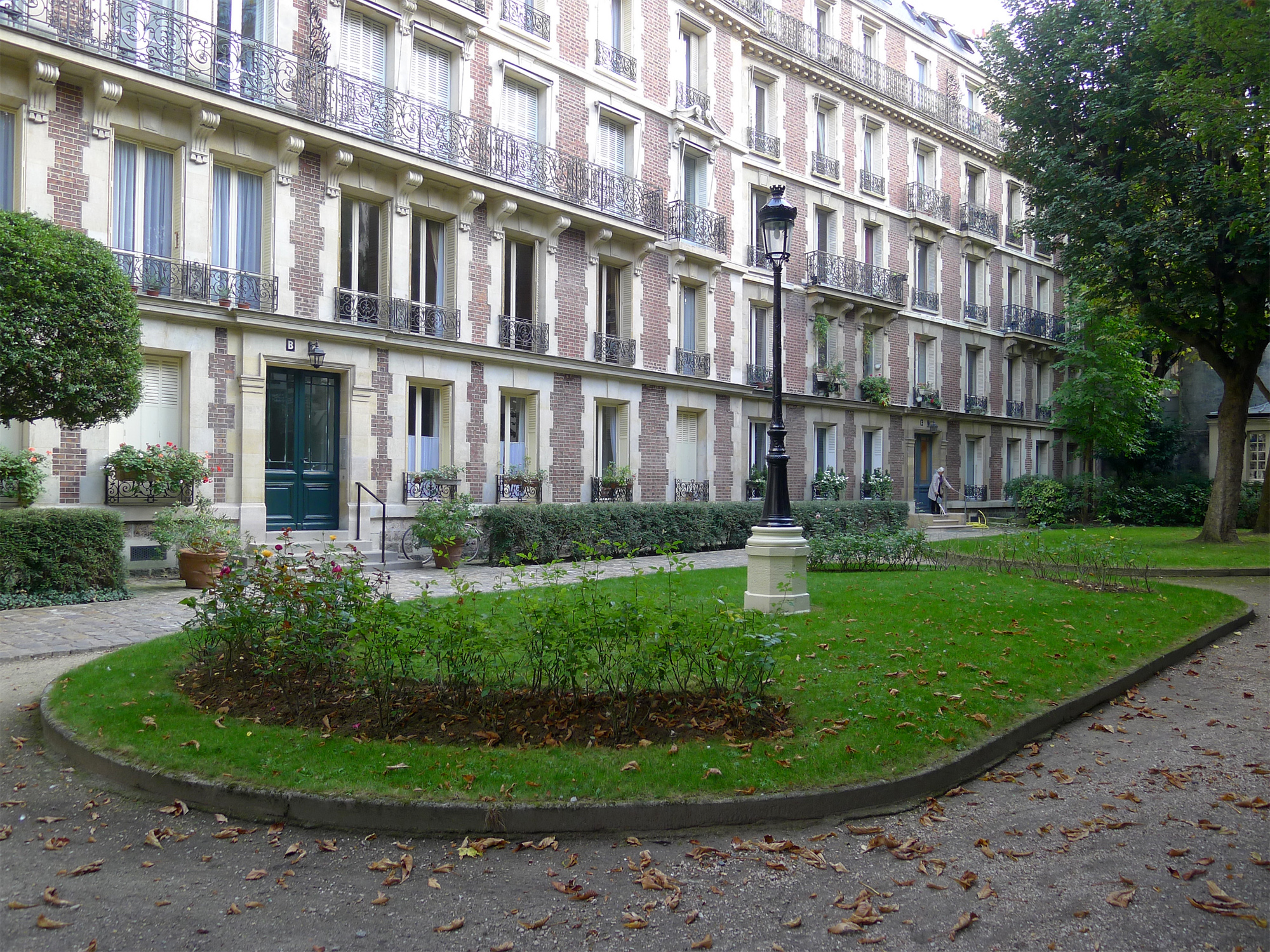
9 rue du Val-de-Grâce, à Paris, où Anne Desclos habite un appartement en étage avec ses parents de 1919 à 1929 et de 1934 à 1937.

Anne Desclos poursuit en Sorbonne un cursus d'anglais sur les traces de son père, et y intègre un groupe d'étudiants maurrassiens. Il lui prend parfois de s'amuser à marcher dans les Halles déguisée en prostituée. Licenciée, elle épouse le 9 mars 1929 l'un d'eux devenu journaliste, l'aristocrate catalan Raymond d'Argila, et le 26 janvier 1930 en a un fils, Philippe. Victime de violences conjugales, elle songe au suicide, auquel seul le souci de son fils, psychologiquement fragile, la fait renoncer. Elle jouit toutefois d'une relative indépendance financière en travaillant en tant qu'enseignante du Teachers College de l'université Columbia chargée d'instruire et piloter les étudiants New-Yorkais séjournant à Paris. Son fantasme de femme au foyer anéanti, elle reprend des études, à l'École du Louvre, section arts appliqués.
En 1933, elle retourne vivre chez ses parents, en emmenant son fils. Elle fréquente toujours son amour d'adolescence, Jacqueline, mais c'est d'un sculpteur, René, dont elle est secrètement amoureuse. Or c'est Jacqueline que cet homme à femmes finit par séduire. Par l'intermédiaire de René, elle rencontre le journaliste d'extrême droite Thierry Maulnier, un collègue de son mari de six ans plus jeune que celui-ci, qui travaille lui aussi à la revue 1933. Tous les deux avec René, le dessinateur Bernard Milleret et une Claudine, ils participent à l'intérieur du Louvre, où elle a accès en tant qu'étudiante, à une réunion dont l'objet est inavouable et dont la révélation serait compromettante. Commencée au printemps 1933, leur liaison, clandestine à cause du mari, le restera sans nécessité sinon celle du désir les huit années qu'elle durera.
Biographe et exégète de Racine, défenseur, face aux surréalismes, d'une esthétique néoclassique et réactionnaire, Thierry Maulnier est un normalien de la même promotion que Robert Brasillach. Idéologue de l'Action française, il conduit au sein de celle ci, avec Jean-Pierre Maxence et Claude Roy, une ligne dissidente, plus radicale, opposée à la compromission de la droite catholique, que scelleront les accords du Latran, avec le fascisme de Mussolini, qu'il qualifie de collectivisme pas français. Le 6 février 1934, Anne Desclos défile au côté de Thierry Maulnier dans les rangs des Croix de feu. Le lendemain, elle défile dans les rangs communistes, sans lui.
Le 3 juillet 1935, elle finit par obtenir le divorce pour celui qui restera, au-delà d'une rupture intervenue durant l'Occupation, « l'homme de sa vie ». 
Avec Maurice Blanchot, Thierry Maulnier fonde en 1937 un hebdomadaire, L'Insurgé, pour lutter contre le Front populaire. Il y fait publier régulièrement, à la rubrique des arts, des articles que son « Annette » signe, s'inspirant du nom de sa mère Louise Auricoste, du pseudonyme androgyne de Dominique Aury, sans que le comité de rédaction lui-même découvre avant longtemps l'identité ni même le sexe de l'autrice. Jean de Fabrègues publie à son tour ses articles dans le mensuel Combat (1936-1939). Avec Milena Jesenská, Helen Hessel, Françoise d'Eaubonne et Édith Thomas, rejointes ultérieurement par Simone de Beauvoir et Meta Niemeyer, elle illustre alors l'émergence timide, à la suite de l'expérience féministe d'avant la Grande guerre qu'a été La Fronde, d'une seconde génération de femmes journalistes.

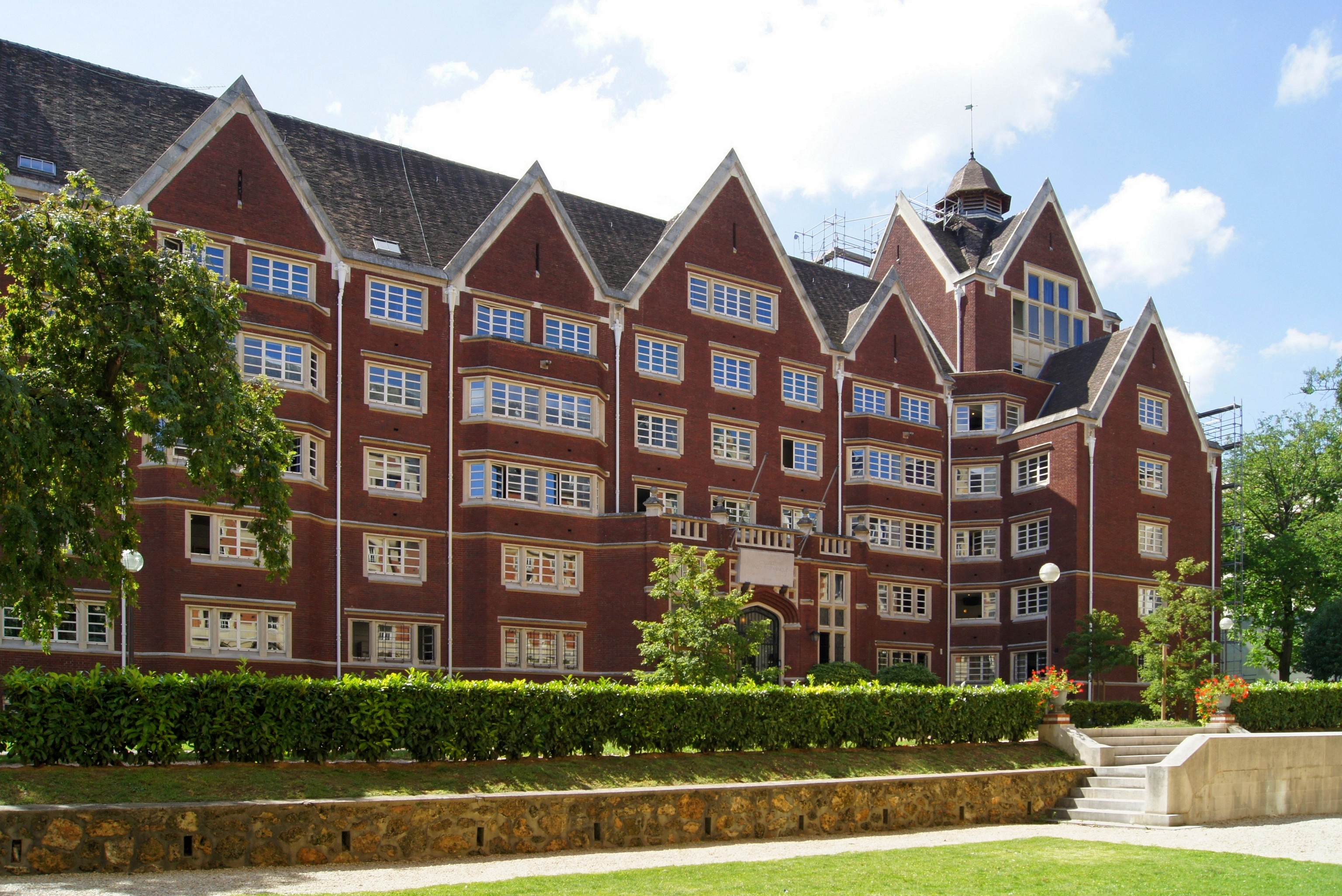
Le Collège britannique à la Cité universitaire où Dominique Aury habite avec ses parents de 1937 à son pillage par l'envahisseur, fin juin 1940. Elle habitera jusqu'après guerre 134 rue de Rennes, tout à côté du Grand bazar, qui est aujourd'hui la Fnac.

Des collègues au sein de l'Office national des universités de son père, homme de gauche, lui transmettent les numéros de la revue Mesures (1935-1940) que Jean Paulhan livre régulièrement à leur bureau du boulevard Raspail. Par cette revue, que dirige l'écrivain américain Henry Church (en), elle s'initie aux finesses et aux audaces de la critique littéraire moderne, telle que la pratiquent, entre autres, Adrienne Monnier, Henri Michaux, Bernard Groethuysen, Giuseppe Ungaretti, Jean Paulhan lui-même. Elle a l'occasion de rencontrer cette figure paternelle et de s'en faire l'amie. C'est au cours de cette période qu'elle découvre l’œuvre de Sade. Cinq années de suite, elle relit cinq fois en entier la Recherche de Proust.

### Carrière contrariée (1938-1940)
À l'automne 1938, Dominique Aury demande à son amant Thierry Maulnier de rédiger la préface à une Introduction à la poésie française, recueil qui fait suite au mémoire qu'elle a soutenu en Sorbonne. L'anthologie parait sous le seul nom de Thierry Maulnier en septembre 1939, durant la drôle de guerre. Reçu comme une diane française, le livre devra être réimprimé de nombreuses fois tant son succès sera grand.
C'est alors qu'à trente-deux ans Dominique Aury, introduite par Thierry Maulnier à Candide et par Maurice Blanchot Aux Écoutes, se lance dans la carrière de journaliste. Elle publie des chroniques d'art et de littérature, une première traduction, de Gladys Bronwyn Stern (en), participe à la création d'une nouvelle revue aux côtés de Pierre Drieu La Rochelle et Thierry Maulnier, encourage celui-ci sur la voie d'un roman dont l'héroïne est inspirée par elle-même. Elle continue de suivre les cours à l'École du Louvre et travaille à rédiger sa thèse de doctorat sur l'histoire de l'art qu'elle prépare en Sorbonne mais qu'elle ne pourra pas soutenir, pour cause de défaite. Elle refuse de fuir en Angleterre comme il est proposé à son père. Elle l'a promis à son ex-mari, pour ne pas empêcher celui ci de pouvoir continuer à rendre visite à son fils. La ligne de démarcation la sépare de son amant, parti à Lyon d'où L'Action française continue sa diffusion.
Réfugiée dans la maison de campagne que son père a achetée au printemps 1934 à Launoy, écart du village de  Blennes situé dans le Gâtinais entre Fontainebleau et Sens, Dominique Aury passe son permis de conduire et adresse une candidature au journal féminin Tout et Tout. Elle est engagée comme chroniqueuse par le directeur, Georges Adam. Celui-ci la prend en sympathie, devient son premier véritable correcteur et lui enseigne le métier de rédacteur.

### Employée de Vichy au service de la Résistance (1941-1944)

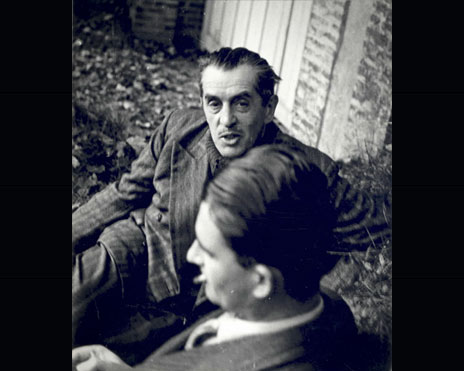
Jean Paulhan en 1944. La rencontre en octobre 1941 dans la Résistance de Dominique Aury avec son aîné de presque vingt-trois ans se transforme à la Libération en une liaison cachée qui durera jusqu'à la mort.

Leur collaboration continue sous le régime de Vichy quand le journal est interdit et que Georges Adam prend en charge la diffusion clandestine des Lettres françaises, hebdomadaire fondé en mai 1941 par Jacques Decour dont le premier numéro ne sortira que le 20 septembre 1942. Petite main du CNE au sein de la Résistance, son travail de mise sous pli, qui a valu à plusieurs de ses collègues d'être déportées, l'amène à déposer des exemplaires au bureau de la NRF. Elle y croise les membres du comité de rédaction, Léon-Paul Fargue, Bernard Groethuysen, Germaine Paulhan et son mari, Jean, qu'elle ignore être le directeur clandestin de la revue qu'elle colporte. Celui-ci lui fait tout de suite confiance et lui donne à lire pour avis les épreuves. Quand elle se rend à Paris, elle dépose les numéros à distribuer chez l'illustrateur Bernard Milleret, un de ses amants depuis au moins 1933. Avec sa femme, celui-ci lui offre aussi le logement, créant une situation ambiguë dont il tente d'abuser. Elle est intégrée aussi au réseau de distribution clandestin des Éditions de Minuit, dont le premier ouvrage est achevé d'imprimer en février 1942.
Jean Paulhan propose à Pierre Drieu la Rochelle, nouveau directeur de la NRF qui lui a été préféré par le Secrétaire d'état à l'information Paul Baudouin conseillé par Thierry Maulnier, d'en faire la secrétaire de direction de la revue. Drieu refuse au prétexte que c'est une femme mais Paulhan l'introduit dans le cercle de ses amis écrivains, tels Marcel Jouhandeau, Jean Cocteau, André Gide, Pierre Herbart ou Édith Thomas, laquelle dirige le CNE avec Claude Morgan à partir de juin 1942. Pour autant, si elle continue de mépriser les personnes de Robert Brasillach et Lucien Rebatet, extrémistes de Je suis partout qu'elle refuse de saluer depuis au moins l'automne 1941, Dominique Aury ne rompt pas les liens tissés avant-guerre, en particulier avec Maurice Blanchot, dont la complicité fraternelle, voire charnelle, ne faillira jamais, et Thierry Maulnier, qui a rédigé la préface d'une anthologie de poèmes préclassiques publiée en 1941 et qu'elle assiste l'année suivante dans l'établissement d'une anthologie plus générale. En 1943, Jean Paulhan fait publier chez Gallimard l'Anthologie de la poésie religieuse française, troisième recueil commenté qu'elle a élaboré. Son complice Bernard Milleret fait une sanguine d'elle alors qu'il cache quelques fusils destinés aux FTP dans la maison de Launoy, mais elle juge trop risqué d'y cacher des résistants. Il fera en 1945 un second portrait au crayon.
Cette même année 1943, elle rejoint, au sein du COIACL, le service du rationnement du papier d'imprimerie de Marguerite Donnadieu, où elle s'efforce, lors des votes autorisant la distribution de papier, de ne pas céder à la censure ou l'autocensure. Elle vote par exemple en faveur de la publication de Robert Desnos, la veille de l'arrestation de celui-ci. De Marguerite Donnadieu, alias Marguerite Duras, qui organise chez elle, rue Saint-Benoît, des réunions avec ses amis intellectuels en relation avec le groupe de résistance de François Mitterrand, Dominique Aury reste très proche jusqu'à la fin de l'Occupation et de leur office.

### Les Lettres Françaises et la littérature anglaise (1945-1950)

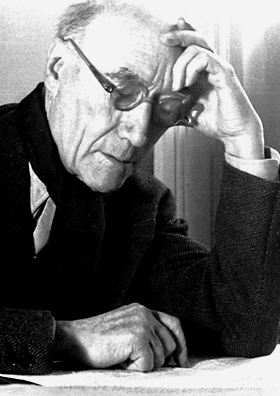
André Gide en 1947, figure tutélaire d'avant guerre de la littérature d'après-guerre, prix Nobel employeur, guide et soutien de Dominique Aury.

À la Libération, Dominique Aury contribue à la revue anticolonialiste La Nef, que dirige Lucie Faure. Pour aider René Delange, Jean Paulhan demande à la collaboratrice de Lucie Faure de se charger de la rubrique romans de l'hebdomadaire que cet ami s'efforce de lancer mais, en dépit d'un non-lieu prononcé par la chambre civile en octobre 1946, le passé de ce dernier, directeur collaborationniste du journal Comœdia, fait avorter le projet. L'emploi de Dominique Aury aux Lettres françaises est officialisé. Elle y tient jusqu'en 1952 une revue de la presse anglaise et y publie des interviews illustrées par le portraitiste Bernard Milleret. Parallèlement, elle entre dans le métier de l'édition, aux Éditions France, en assurant auprès d'André Gide et, occasion d'une aventure de quelques mois, Jean Amrouche, la rédaction de L'Arche, autre revue issue de la Résistance où elle se lie à Jules Roy et Albert Camus, homme à femmes qui aurait lui aussi eu une brève liaison avec elle. En 1946, Jean Paulhan lui fait quitter L'Arche pour les Cahiers de la Pléiade, par lesquels ils œuvrent à la résurrection de la maison Gallimard.
En février 1947, alors que Jean Paulhan, en désaccord avec la censure d'épuration mise en œuvre par Louis Aragon et le CNE, est en train de quitter les Lettres françaises, elle publie avec celui-là aux Éditions de Minuit La patrie se fait tous les jours, une anthologie de textes écrits sous l'Occupation par soixante écrivains engagés dans la Résistance comportant une notice pour chacun d'eux. Séduite par la finesse d'esprit de son aîné de vingt-trois ans avec lequel elle partage une exigence spirituelle, elle devient, à l'occasion de ce travail en commun commencé des mois auparavant, l'une de ses maîtresses secrètes, parallèlement à Édith Boissonnas et d'autres.
En 1948, elle établit l'édition complète de François Villon pour la Guilde du Livre, éditeur lausannois dont elle prend à partir de l'année suivante la direction de la collection La Petite Ourse, puis de celle des Classiques français.
Traductrice de Philip Toynbee, elle est sollicitée par André Gide pour révéler au public français James Hogg. En 1949, le Prix Denyse Clairouin vient récompenser son œuvre de traductrice, principalement celle de deux ouvrages d'Evelyn Waugh et d'Arthur Koestler. L'année suivante, sans cesser ses fonctions à la Guilde, elle entre au comité de lecture des Éditions Gallimard, seule femme durant un quart de siècle à exercer une fonction aussi influente dans l'édition française. Elle publiera par la suite chez différents éditeurs ses traductions de certains romans d'auteurs qui lui tiennent particulièrement à cœur, tel Francis Scott Fitzgerald, et Henry Miller, et fera découvrir au lectorat français John Cowper Powys et Yukio Mishima, entre autres.

### Genèse d'un chef-d'œuvre du classicisme (1951-1952)
« J'ai tout de suite pensé que ce livre allait être une révolution »

— Jean-Jacques Pauvert, éditeur d'Histoire d'O.
Dominique Aury noue à partir du milieu des années 1940 avec la chartiste Édith Thomas une liaison devenue, dans son jeu de séduction, un véritable attachement. C'est à cette écrivaine et journaliste engagée, biographe de Pauline Roland et de Flora Tristan, qu'elle empruntera les traits principaux pour composer la figure d'Anne-Marie, le personnage du troisième des quatre chapitres d'Histoire d'O. Avec Gaston Gallimard et Marcel Arland, Dominique Aury est impliquée étroitement dans le projet de refondation de la NRF que poursuit Jean Paulhan depuis qu'elle en est devenue parallèlement la maîtresse. Son amant perd la mère de ses enfants en 1951 et, depuis plus de dix ans, sa seconde épouse sombre peu à peu dans une maladie de Parkinson. Effarouchée par un possible triangle amoureux, Dominique Aury s'éloigne alors d'Edith Thomas, avec laquelle elle ne rompra cependant jamais totalement malgré l'interdiction de Jean Paulhan, et qu'elle continuera d'aimer « comme un homme aime une femme ».
Passé l'âge de quarante ans, elle craint de ne pouvoir retenir l'homme à femmes qui lui a donné quelquefois la certitude d'être aimée. À la remarque de celui-ci, qui termine un essai sur Sade, lui remettant un livre masochiste japonais que « les femmes ne peuvent pas écrire de romans érotiques », elle rétorque : « Moi aussi je pourrais écrire de ces histoires qui vous plaisent… ». À la fin de l'été 1951, dans l'appartement de la Cité universitaire ou en vacances avec ses parents dans la maison de campagne de Launoy puis entourée d'écrivains dans la villa de Flora Groult à Juan-les-Pins, La Vigie, elle se met à la rédaction d'une « lettre d'amour » par nuit adressée poste restante, acte autant que récit en abyme du sacrifice passionnel d'une femme pour l'être aimé comme image de Dieu incarné dans toutes ses turpitudes. Par l'aveu aussi mystique qu'érotique de sa condition de pécheresse, elle accomplit, ou profane, cet amour, exalté par le Fénelon de son adolescence, qui « avilit infiniment tout ce qui n’est point le bien-aimé ». Confession intégrale mais complaisante de soi autant que subversion de son lectorat dans les formes les plus décentes du grand style, la correspondance à sens unique devient en trois mois, sans que son destinataire n'y ait apporté aucun changement, sinon la suppression d'un « sacrificiel » par trop précieux, Histoire d'O.

### Le scandale, la critique et la censure (1953-1955)
Le projet de nouvelle Nouvelle Revue réalisé le 1er janvier 1953, Dominique Aury siège au Comité de lecture, où ses analyses seront déterminantes. Son éditeur Gallimard, dans l'ignorance de l'identité de l'auteur, se range à l'avis de Jean Dutourd de refuser le roman scandaleux, que René Defez accepte pour les Éditions des Deux Rives. Une copie accompagnée d'une préface intitulée Le bonheur dans l'esclavage et signée Jean Paulhan en ayant été remise par celui-ci en janvier 1954 à Jean-Jacques Pauvert, premier éditeur déclaré de Sade, le manuscrit est arraché précipitamment par le jeune éditeur à son concurrent, déjà sous le coup de la censure pour un autre livre. À moins de trente ans, il publie en juin 1954 six cents puis trois fois de suite mille autres exemplaires de ce qui, initialement réservé au seul cercle d'une critique aiguillonnée par la préface et le scandale et prête à louer très cher un exemplaire, deviendra un de ses premiers best-sellers.
Simultanément, il confie la publication en anglais à Maurice Girodias, c'est-à-dire les éditions Olympia Press. La traduction est bâclée et vulgaire mais la sortie, interdite dans un premier temps aux États-Unis, y fait sensation, où les deux mille exemplaires imprimés sont épuisés en trois semaines. Deux ans plus tard, la nouvelle traduction d'Austryn Wainhouse (en), infidèle et édulcorée, paraît sous le titre The Wisdom of the Lash pour déjouer la censure. Traduite depuis en dix-sept langues, l’œuvre, constamment rééditée, compte plusieurs millions d'exemplaires dans le monde, ce qui fait du roman de Dominique Aury l'un des plus lus de la littérature française.
Acte d'engagement du jury, le prix des Deux Magots est attribué dès février de l'année suivante à Pauline Réage. Gilbert Lely, seul à la démasquer, la compare à Fénelon tel qu'il a été étudié par Dominique Aury. La critique, ne s'arrêtant pas au récit noir de « la luxure à l'état pur » « où c’est l’imagination qui supplée à l’engourdissement de l’instinct (…) [de] (…) tant de vieillards obsédés », soutient l'auteur anonyme face aux risques judiciaires que la censure lui fait encourir. Elle lit dans sa tragédie doloriste un délire « mystique » dans la lignée du Cantique des Cantiques et de Tristan et Iseut, une quête complaisante de la mort, comparable à celle de La Religieuse Portugaise ou de Thérèse d'Avila mourant « de ne pas mourir », de Catherine Emmerich ou à l'opposé d'Héloïse se préférant en « fille de joie », par lequel l'esprit s’élève à proportion que la chair déchoit pour se fracasser, tel le héros de Roberte, ce soir, sur « l'impossibilité de l'érotisme ».
| Image externe |                                                  |
| Dominique Aury, publiant à l'époque sous anonymat, reçut en 1955 d'Albert Simonin (à gauche) et Raymond Queneau le prix des Deux Magots pour Histoire d'O. |                                                  |
| | Albert Simonin, Pauline Réage et Raymond Queneau |

Cultivant le malentendu avec un public sensible aux scènes de divertissement pornographique, cette critique subversive choisit au contraire, en vain face à la censure, de mettre en avant la représentation que fait l'autrice d'une expérience intérieure quiétiste et de la nécessité du Péché subi dans toute sa crudité, peut-être, à l'imitation du Christ flagellé, jusqu'au sacrifice humain, pour éprouver en ce monde damné l'extase de la Grâce : « (...) le silence son refuge y [était] peut-être pour quelque chose (...). Chaque jour et pour ainsi dire rituellement salie (...), elle se sentait à la lettre le réceptacle d’impureté, l’égout dont parle l’Écriture (...) Qu’à être prostituée elle dût gagner en dignité étonnait, c’est pourtant de dignité qu’il s’agissait. Elle en était éclairée (...) et l’on voyait (...) sur son visage (...) l’imperceptible sourire intérieur, qu’on devine aux yeux des recluses ».
La Brigade mondaine en revanche convoque le 5 août 1955, après quelques jours d'enquête, Jean Paulhan, qui avait échappé à la Gestapo et ne dénonce personne aux policiers astreints à un cours de littérature. Ceux-ci poursuivent Anne Desclos pour « outrage aux bonnes mœurs » jusque chez elle, où elle habite avec son fils et ses parents. Le livre, l'autrice, les éditeurs tombent sous le coup des articles 119, 121, 125, 126 et 127 du décret signé le 29 juillet 1939 en application du premier alinéa de l'article 7 de la loi du 16 juillet 1949. La loi invoquée a été élaborée sous le gouvernement Daladier, celui-là même qui avait au début de la guerre interdit le Parti communiste, incarcéré les députés de ce parti, interné les opposants au nazisme dans le camp des Milles. Le débat autour de la censure d'Histoire d'O n'échappe pas à un arrière-plan politique et mobilise des inimitiés entre anciens collaborationnistes et ex membres opposées entre eux de différentes factions de la Résistance.

### La NRF aux côtés de Paulhan (1956-1967)
« (...) les prismes pour décomposer la lumière fixe des astres morts. »

— Ligne éditoriale de « D. A. » assignant les romans modernes à renouveler les mythes éternels.
Durant ce qui ne s'appelle alors officiellement pas la guerre d'Algérie, le fils de Dominique Aury, Philippe d'Argila, fait partie du contingent des appelés. L'autrice d'Histoire d'Ô n'évite un procès que par un décret d'annulation pris le 29 octobre 1959 au lendemain d'un dîner ourdi par sa médecin, Odette Poulain, et l'intime de celle-ci, le général Corniglion-Molinier, ministre de la Justice « très content de rencontrer » parmi ses invités une femme modeste et vertueuse qui n'aura pas dit un mot. Le livre restera toutefois sous le coup de la triple interdiction de vente aux mineurs, d'affichage et de publicité, noyant l'écrivaine Dominique Aury dans une « conspiration du silence ». L'année suivante Jean de Berg lui rend un hommage clandestin en lui dédiant son roman sadomasochiste, L'Image, fiction publiée sous le manteau avec une préface signée par Alain Robbe-Grillet des initiales de Pauline Réage.
Toujours au second plan, « femme d'à côté », Dominique Aury continue jusqu'en 1977 sa carrière effacée et influente comme secrétaire générale de la NRF auprès de Jean Paulhan puis de Marcel Arland et de Georges Lambrichs. Parfaitement bilingue, « La Fouettée » est celle qui permet à la maison d'ouvrir le public français à la littérature internationale. En 1956, elle publie Lecture pour tous, essais savants où elle étudie à travers des œuvres choisies, depuis Tristan jusqu'à Lolita en passant par René, les auteurs qui s'y cachent. Elle en est récompensée par le Grand Prix des Critiques.
Elle participe à de nombreux jury littéraires, ceux des
- Prix des Critiques, qu’elle avait reçu,
- Prix Albert-Schweitzer,
- Prix Paul-Valéry, quelle préside,
- Prix Fénelon,
- Prix Femina, à partir de 1963, aux côtés de Camille Marbo, Madame Simone, la comtesse de Pange puis Zoé Oldenbourg.

Elle y exerce avec conviction une partialité constante en faveur de la maison Gallimard. En 1960, elle quitte la Guilde du livre. La NRF publie certains de ses poèmes sous le titre de Songes, qui sera repris pour une première édition dédiée trente ans plus tard. Elle reçoit la Légion d'honneur des mains du général de Gaulle, lequel n'a pas été laissé dans l'ignorance de l'identité de Pauline Réage.
En 1961, elle crée chez Gallimard une collection, L'Histoire fabuleuse, consacrée à de nouveaux talents, tel Michel Bernard, réinterprétant les « héros, les mythes et les civilisations perdues (…) pour que l'enchantement demeure ». Ce faisant, elle applique les règles d'une esthétique nouvelle assignées au roman par la Jeune droite d'avant guerre pour le dégager d'une littérature conventionnelle, psychologique et réaliste, telles que les avaient formulées Kleber Haedens sous la direction de Thierry Maulnier. Comme le théâtre de Racine, il n'importe pas tant au roman qu'il raconte une histoire vraie ou vraisemblable pourvu qu'il porte au lecteur une parole archétypale à laquelle il soit sensible. L'aventure dure trois ans mais ce souci de concilier classicisme et modernité est resté la signature de la NRF, gage de reconnaissance pour les écrivains. C'est elle qui par la suite confère à François Nourissier la notoriété en l'y faisant entrer.
En 1962, les trois mille six cents premiers exemplaires d' Histoire d'O étant épuisés, Jean-Jacques Pauvert lance une nouvelle édition et en confie la diffusion en anglais à Grove Press l'année suivante. Ce n'est qu'en 1965, après un procès en appel, que peut paraître la nouvelle traduction faite par Richard Seaver (en). Ayant signé Sabine d'Estrées, celui-ci évite les peines prévues par la censure, beaucoup plus sévères dans certains États des États-Unis. Au Royaume-Uni, les copies sont saisies mais la diffusion s'organise depuis Paris. En 1967, Maurice Béjart veut créer un ballet Histoire d'O, mais finit par renoncer dans un contexte délétère d'homophobie exacerbée par le choix de Dominique Aury et Jean Paulhan de publier l'antimilitariste Tombeau pour cinq cent mille soldats, dans lequel Pierre Guyotat dépeint sans pudeur l'homosexualité masculine.
La liaison de Dominique Aury avec Jean Paulhan s'enchevêtre de celle qu'elle noue avec Jeannine Aeply, qui est l'épouse soumise et la collaboratrice du peintre caractériel et alcoolique Jean Fautrier, adepte violent de parties fines et illustrateur du sulfureux Georges Bataille, mais la relation à quatre qui se propose restera confinée au fantasme. C'est que, habitante de Malakoff, elle s'efforce de rejoindre le plus souvent possible la maison de campagne qu'elle a achetée à la fin des années cinquante, grâce au succès d'Histoire d'O, à Boissise-la-Bertrand, 7 rue François Rolin, où elle vit avec un âne, sa mère, veuve qui se laisse mourir, et un Jean Paulhan souffrant de ses blessures de guerre et d'une sciatique, malade qu'elle veille, elle-même migraineuse depuis l'enfance, avec abnégation jusqu'à la mort de celui-ci en 1968.

### Effacement en clair obscur (1968-1998)
« J'ai vécu avec lui (...) la dernière part de moi vivante, de ma vie d'être vivant. Après, je n'ai pas vécu. J'ai cessé. Tout. »

— A propos de Jean Paulhan, Anne Desclos en 1998 à la cinéaste Pola Rapaport venue la photographier.
Au printemps 1968, alors que Jean Paulhan se meurt à l'hôpital, Dominique Aury rédige la nuit, au chevet de son amant, Une fille amoureuse, où elle s'explique dans ses rapports secrets à l'homme aimé. Le texte sert de préface l'année suivante au cinquième et dernier chapitre, initialement écarté, du manuscrit d'Histoire d'O qu'elle publie sous le titre Retour à Roissy. Quelques mois plus tard, en 1970, c'est sa mère qu'elle perd, puis Édith Thomas.
En 1972, son amie Janine Aeply, dans une démarche et un style directement inspirés de la leçon de Pauline Réage, publie, sur les traces d'Emmanuelle Arsan et de Violette Leduc, le récit de son expérience échangiste, Eros zéro. Suivront à leur tour Xavière Gauthier et Anaïs Nin puis les « filles d'O », Catherine Millet, Régine Deforges, Francoise Rey, Vanessa Duriès, Florence Dugas, Alina Reyes, Sonia Rykiel, Virginie Despentes… Trois siècles après L'École des filles, en accord avec l'évolution des mœurs et la libération de la parole des femmes, un genre littéraire nouveau s'affirme, que Marguerite de Navarre n'aura qu'effleuré et dont Dominique Aury aura été la pionnière.
En 1974, elle devient membre du Conseil supérieur des Lettres et accepte une interview préservant son anonymat pour L'Express. L'hebdomadaire publie en une l'image choquante de Corinne Cléry extraite de l'adaptation cinématographique d'Histoire d'O que Just Jaeckin a réalisée à la suite du film Emmanuelle. Le scandale rendu public par le cinématographe, les manifestations du MLF, les protestations de l'Église catholique portées par Monseigneur Marty, les pressions de la congrégation pour la doctrine de la foi et du PCF sont d'une telle ampleur que le Parlement, voulant éviter le retour à la censure, légifère sur la diffusion des films pornographiques en créant une « catégorie X » puis vote une taxe prohibitive sur les recettes. Au Royaume-Uni, le film restera interdit jusqu'en février 2000 et aux États-Unis le livre, pour lequel en 1969 le libraire montréalais Guy Delorme avait été arrêté, fera l'objet d'un autodafé organisé par des féministes sur un campus en 1980. En France, le succès du film, quoique celui-ci, désavoué par l'écrivaine, ne rende rien de son exercice de style ni de sa composition barthienne, fait passer les ventes à 850 000 exemplaires, grâce à l'édition de poche que vient compléter une réédition préfacée par Michel Décaudin de celles de 1967 et de 1969 ainsi qu'une réimpression de l'édition de prestige illustrée en 1962 par Leonor Fini.
En 1994, elle reçoit le reporter John de Saint-Jorre, qui mène une enquête sur Maurice Girodias, l'éditeur obstiné de Story of O. Un compte rendu publié dans The New Yorker trahit la confidence, confirmant les rumeurs selon lesquelles Dominique Aury est la mystérieuse Pauline Réage, qui avait été jusqu'alors identifiée à Jean Paulhan, à André Malraux, à André Pieyre de Mandiargues, à Henry de Montherlant, à Alain Robbe-Grillet… un écrivain qui ne pouvait être qu'un homme. L'article précise que le prénom du pseudonyme fut choisi en hommage aux héroïnes de l'écrivaine, Pauline Borghese et Pauline Roland, avant que ne soit trouvé sur une carte d'état major le nom évocateur de Réage. D'aucuns ont remarqué que Pauline Réage est l'anagramme à un h près d' égérie Paulhan.
Son ultime secret révélé, Dominique Aury, oubliée, envahie depuis plus de dix ans par l'amnésie grandissante de la sénilité, abandonnée par son fils que les difficultés psychologiques rendent incapable et par sa belle fille, ne quitte plus sa chambre de la maison de Boissise salie par des dizaines de chats et chiens, et se laisse mourir de faim dans le diogénisme. En 1996, deux ans avant sa mort, est publié le recueil Songes, une partie de son œuvre poétique.

« (...) je n’aurai jamais rien fait. Une fois, transmis des fantasmes, oui, mais si bien transmis qu’ils ne sont plus à moi. »

— Dominique Aury à Édith Thomas en 1968.

## Distinctions
- Chevalière de la Légion d'honneur (1960).

## Œuvre
La liste n'inclut pas les innombrables articles de critique littéraire que Dominique Aury a produit en tant que journaliste et chroniqueuse littéraire.

### Poésie
- Songes, éd. Perpétuelles, Mazamet, 1991.
- Songes, Babel, Arles, 1996.

### Essais
Études d'auteurs choisis
- Lecture pour tous, collect. Blanche, Gallimard, Paris, 1958, 233 p.
- Robert Coover, in Delta no 28, Université Paul-Valéry, Montpellier, juin 1989, 149 p.
- Lecture pour tous, tome II, Gallimard, Paris, 1999, 268 p.  (ISBN 2070755819).

Participations à des présentations thématiques
- Destin de Venise, in F. Roiter, Venise à fleur d'eau, Éd. Clairefontaine, Lausanne, 1954.
- Col., Qu'est-ce qu'un goujat ?, in Lui no 12, Presse Office, Paris, décembre 1964.
- Col., Miroirs : autoportraits / photographies d'Édouard Boubat, Denoël, Paris, 1973, 192 p.
- Col., dir. E. Charles-Roux, Elles : héroïnes de romans, miroir de leur temps - d'après Aragon, Balzac, Colette, Diderot, Les Éditeurs français réunis, Paris, 1975, 187 p.  (ISBN 2201013772).

Essais pédagogiques publiés avec le concours du Centre national des lettres
- L'ivresse, in dir. B. Didier Corps écrit no 13  (ISSN 0751-5022), PUF, Paris, 1985, 192 p.  (ISBN 2-13-038925-2).
- L'allégorie, in dir. B. Didier, Corps écrit no 18  (ISSN 0751-5022), PUF, Paris, 1986.
- L'opéra, in dir. B. Didier, Corps écrit no 20  (ISSN 0751-5022), PUF, Paris, 1986.

### Sous le pseudonyme de Pauline Réage
- Histoire d'O, éditions J.J. Pauvert, Sceaux, 1954, 244 p., 600 ex. (quelques exemplaires du tirage de tête comprennent une vignette de Hans Bellmer).
- Histoire d'O, avec douze compositions, bandeaux et culs-de-lampe de Léonor Fini, Au cercle du livre précieux aux dépens de la Compagnie des Bibliophiles, 1962, 352 ex.
- Retour à Roissy / Une fille amoureuse, éditions J.J. Pauvert, Paris, 1969, 137 p.  (ISBN 2-253-01530-X).
- Postface A. Pieyre de Mandiargues, O m’a dit, entretien avec Régine Deforges, éditions J.J. Pauvert, Paris, 1975.

### Anthologies critiques
Poésie
- Avec Th. Maulnier, Introduction à la poésie française, coll. Blanche, Gallimard, Paris, septembre 1939.
- Poètes précieux & baroques du XVIIe, Jacques Petit, Angers, 1941.
- Anthologie de la poésie religieuse française, Gallimard, Paris, 1943.
- Avec J. Paulhan, Poètes d'aujourd'hui, Guilde du Livre, Lausanne, 1947

Littérature générale
- Avec J. Paulhan, La patrie se fait tous les jours, Éditions de Minuit, Paris, 1947, 500 p.
- Les Lettres en 1958, Les Nouvelles littéraires no 1635, Paris, janvier 1959.
- Les femmes de lettres, in coll., dir. L. Mazenod, Les Femmes célèbres I, collection La galerie des hommes célèbres, Éditions D'Art, Paris, 1960.
- Coll. dir. Bernard Pingaud, Écrivains d'aujourd'hui - 1940-1960 - Dictionnaire anthologique et critique, Bernard Grasset, Paris, 1963.

Correspondance de Jean Paulhan
- Avec J.-C. Zylberstein & B. Leuilliot, La littérature est une fête - Jean Paulhan, choix de lettres: 1917-1936, Gallimard, Paris, 1986.
- Avec J.-C. Zylberstein & B. Leuilliot, Traité des jours sombres - Jean Paulhan, choix de lettres: 1937-1945, Gallimard, Paris, 1992.
- Avec J.-C. Zylberstein & B. Leuilliot, Le don des langues - Jean Paulhan, choix de lettres: 1946-1968, Gallimard, Paris, 1996.

### Traductions
Figures de la littérature anglaise (1944-1963)
- Ph. Toynbee, in La Table Ronde no 1, Éditions du Centre, Paris, 1944.
- J. Hogg, préf. A. Gide, Confession du pécheur justifié, Charlot, Paris, 1949.
- A. Koestler, Analyse d'un miracle : naissance d'Israël, Calmann-Lévy, Paris, 1949.
- E. Waugh, Le Cher disparu (en), Robert Laffont, Paris, 1949.
  - réed., ill. P.-A. Perret, collection La Petite Ourse no 43, Guilde du Livre, Lausanne, 1962.
- Avec A. Desclos, W. Congreve, Ainsi va le monde, in France-Illustration. Supplément théâtral et littéraire no 183, Paris, 1955, 32 p.
- H. Miller, Aller retour New York (en), collection La Petite Ourse no 17, Guilde du Livre, Lausanne, 1956.
- S. Crane, L'insigne du courage, Guilde du Livre, Lausanne, 1960.
- Avec S. Mayoux, F. S. Fitzgerald, préf. R. Grenier, La Félure (en), Gallimard, Paris, 1963, réed. Folio, 1981.

Écrivains des marges (1956-1994)
- Avec L. Sonntag, C. Brunner, Michel-Ange, in NRF no 37, Gallimard, Paris, janvier 1956.
- Avec H. Thomas & L. Sonntag, C. Brunner, L'Amour, Gallimard, Paris, 1968.
- Avec J. Terracini, A. Koestler, Le Yogi et le commissaire (en), Le Livre de poche, Paris, 1969.
- Th. Browne, Hydriotaphia (en) ou Discours sur les urnes funéraires récemment découvertes dans le Norfolk par Sir Thomas Browne, Gallimard, Paris, 1970.
- L. Aragon, M. Bernard, G. Bonheur et al., ill. I. Bidermanas, Paris des poètes, F. Nathan, Paris, 1977, 171 p.
- Y. Mishima, trad. de l'anglais, La Mort en été (en), Collect° du Monde entier, , Gallimard, Paris, mai 1983, réed. 1988, 2001 (reprises d'extraits dans différentes rééditions).
- J. Cott, La vie de Lafcadio Hearn : une âme errante, Mercure de France, Paris, 1993, 542 p.
- Joan Ungersma Halperin, Félix Fénéon : art et anarchie dans le Paris fin de siècle, Gallimard, Paris, 1991.
- Th. Browne, Sur les rêves, Fata Morgana, Fontfroide-le-Haut, 1994, 27 p.

### Préfaces
En tant que directrice de collection à la Guilde du Livre
- F. Villon, Œuvres complètes, La Guilde du Livre, Lausanne, 1948, 202 p. (texte établi par et notes de Dominique Aury).
- G. de Nerval, Les Chimères - Sylvie - Aurélia, Collect° des classiques français I, no 12, La Guilde du Livre, Lausanne, 1948.
- P. de Marivaux, Le Paysan parvenu, Collect° des classiques français I, no 13, La Guilde du Livre, Lausanne, 1949.
- J. Casanova, Histoire de ma fuite des prisons de la république de Venise qu'on appelle les Plombs (it), Collect° des classiques français I, no 14, La Guilde du Livre, Lausanne, 1949.
- H. de Balzac, La Rabouilleuse, Guilde du livre no 138, Lausanne, 1949.
- trad. Pierre Mille & René Bour, L. Carroll, Alice au pays des merveilles, Guilde du livre no 156, Lausanne, 1951.
- D. Diderot, Jacques le fataliste et son maître, Collect°. des classiques français no 18, Guilde du livre, Lausanne, 1952.
- P. Choderlos de Laclos, Les Liaisons dangereuses, Guilde du Livre, Lausanne, 1950, 480 p., réed. 1959, 532 p.
- F. Fénelon, Écrits spirituels, Collect° des classiques français I, no 17, La Guilde du Livre, Lausanne, 1951.
- J. Cocteau, R. Berger, P. Béguin & G. A. Chevallaz, Lausanne, 50 photographies d'Henriette Grindat, La Guilde du livre no 178, Lausanne, 1952, 93 p. ill.
- Ylla, 85 chats, collection Albums Clairefontaine, La Guilde du Livre, Lausanne, 1952.
- A. de Vigny, Servitude et grandeur militaires, Collect° des classiques français I, no 20, La Guilde du Livre, Lausanne, 1953.
- B. Constant, Adolphe & Le Cahier rouge, La Guilde du Livre, Lausanne, 1953.
- Colette, ill. A. Dunoyer de Segonzac, Duo & Le Toutounier, La Guilde du Livre, Lausanne, 1955.
- Longus, trad. P. L. Courier & J. Amyot, Daphnis et Chloé, Collect°. des classiques français no 21, Guilde du livre, Lausanne, 1955.
- R. de Chateaubriand, Vie de Rancé, La Guilde du Livre, Lausanne, 1956, 282 p.
- M. Alcoforado & G. de Lavergne, Lettres portugaises, Collect° des classiques français I, no 23, Guilde du Livre, Lausanne, 1956, réed. 1960.
- M. Duras, Moderato cantabile, La Guilde du Livre, Lausanne, 1956, 122 p.
- Élisabeth Porquerol, Fr. Delavenage, V. Courbessac, L.-B. Quapols, P.E. Caissargues & M. Redessan, Lectures et figures. Dictionnaire guildien de la littérature vivante, Guilde du Livre, Lausanne, 1956, 410 p.
- J. Cazotte, Le Diable amoureux, Guilde du Livre, Lausanne, 1957, 191 p.
- Voltaire, Traité sur la tolérance, Collect°. des classiques français no 27, Guilde du Livre, Lausanne, 1959.
- S. Zweig, trad. A. Hella & O. Bournac, Vingt quatre heures de la vie d'une femme, Guilde du Livre, Lausanne, 1960, 120 p.
- A. Mary, Tristan : La merveilleuse histoire de Tristan et Iseut et de leurs folles amours, restituée en son ensemble et nouvellement écrite dans l'esprit des grands conteurs d'autrefois., La Guilde du Livre, Lausanne, 1961, 299 p.
- Bernardin de Saint-Pierre, Paul et Virginie, La Guilde du Livre, Lausanne, 1962, 224 p.
- Trad. M.-P. Bay Castelnau & B. Willerval, F. S. Fitzgerald, La longue fuite, collect° la Petite Ourse no 57, La Guilde du Livre, Lausanne, 1964.

Œuvres d'écrivaines
- G. Manzini, trad. M. Breitman, L'Épervière, Stock, Paris, 1958.
- Col., De Madame de Staël à Rimbaud, Tableau de la littérature française III, Gallimard, Paris, 1974.
- S. Corinna Bille, La Fraise noire : nouvelles, Gallimard, Paris, 1984
- N. Prévot & J. Zacchi, Par le don de Florence Gould - Catalogue établi sous la direction de François Chapon, Bibliothèque littéraire Jacques Doucet, Paris, 1988.
- M. Yourcenar, Le Labyrinthe du monde : Souvenirs pieux, Archives du Nord, Quoi ? L'éternité, Gallimard, Paris, 1990.

Thèmes choisis
- R. Kipling, L'Égypte des magiciens, Minerve, Paris, 1960  (ISBN 9782869310483).
- G. Mounin, Les problèmes théoriques de la traduction, collect° Bibliothèque des Idées, Gallimard, Paris, 1963.
- A.C. Swinburne, trad. O. de Lalain, Les Contre-feux de l'amour, Collect° Le Milieu no 4, La Différence, Paris, 1976, réed. 2003.
- I. Nollier, Abélard, le philosophe du Christ, Pygmalion, Paris, 1984  (ISBN 2857041624)
- Trad. R.-P. Gosa, Le Japon / Lafcadio Hearn - "Kwaidan ou Histoires et études de choses étranges" - "Kottô" - "Le roman de la Voie lactée" - "Au Japon spectral" - "Pèlerinages japonais", Mercure de France, Paris, 1993, 723 p.

### Principaux articles parus dans les revues de critique
Premiers articles biographiques (1939-1952)
- Aldous Huxley - After many a summer, inédit (Tout & Tout?), Paris, 1939, 3 p.
- J.B. Priestley - Let the People Sing (en), inédit (Tout & Tout?), Paris, 1939, 4 p.
- Eyvind Johnson, in Femmes françaises, Gavroche, Paris, 1944, 4 p.
- Alan Boase[133], in Les Lettres françaises, Paris, 12 mai 1945, 1 p.
- Récompense à la paysanne, in Les Lettres françaises, Paris, 14 décembre 1945, 2 p.
- Notes critiques, in Cahiers de la Pléïade no 6, Gallimard, Paris, février 1949, 5 p.
- Le visage de méduse, in Contemporains no 2, Paris, décembre 1950, 8 p.
- Avec P. Valéry, A. Robin, Briod & L. P. Guigues, Hommage à André Gide, Gallimard, Paris, 1951.

Principales contributions à la nouvelle Nouvelle Revue française (1953-1984)
- Apprentissages, in NRF no 1, Gallimard, Paris, janvier 1953.
- Les Dangers de la vertu, in NRF no 2, Gallimard, Paris, février 1953, 7 p.
- Colette ou le gynécée, in NRF no 3, Gallimard, Paris, mars 1953.
- L'Ombre d'un songe, in NRF no 7, Gallimard, Paris, juillet 1953.
- Ces vieux Monstres, in NRF no 13, Gallimard, Paris, janvier 1954.
- Terre bénie, in NRF no 15, Gallimard, Paris, mars 1954, 6 p.
- Pitié pour les hommes, in NRF no 17, Gallimard, Paris, mai 1954.
- Histoire de trois vocations, in NRF no 19, Gallimard, Paris, juillet 1954, 7 p.
- Une autre ressemblance, in NRF no 25, Gallimard, Paris, janvier 1955.
- La Fureur et l'Abandon, in NRF no 28, Gallimard, Paris, avril 1955, 5 p.
- La Bonne aventure, in NRF no 34, Gallimard, Paris, octobre 1955.
- A propos de Daphnis et Chloé, in NRF no 35, Gallimard, Paris, novembre 1955.
- La forêt profonde, in NRF no 39, Gallimard, Paris, mars 1956, 6 p.
- L'An quarante, in NRF no 40, Gallimard, Paris, avril 1956, 7 p.
- Mythes incarnés, in NRF no 47, Gallimard, Paris, novembre 1956, 5 p.
- Le Démon et la Justice, in NRF no 48, Gallimard, Paris, décembre 1956, 6 p.
- Le droit d'asile, in NRF no 50, Gallimard, Paris, février 1957.
- Pièges, in NRF no 52, Gallimard, Paris, avril 1957, 5 p.
- La Vérité commune, in NRF no 53, Gallimard, Paris, mai 1957, 4 p.
- L'aventure de Jacques Cazotte, in NRF no 53, Gallimard, Paris, mai 1957, 9 p.
- Les Bateliers de la Volga, in NRF no 56, Gallimard, Paris, août 1957.
- Le Journal de Virginia Woolf, in NRF no 67, Gallimard, Paris, juillet 1958, 5 p.
- La Possession du monde, in NRF no 71, Gallimard, Paris, novembre 1958.
- Le Scandale de Lolita, in NRF no 77, Gallimard, Paris, mai 1959, 5 p.
- Nathalie Sarraute : Le Planétarium, in NRF no 79, Gallimard, Paris, juillet 1959.
- La communication, in NRF no 79, Gallimard, Paris, juillet 1959.
- On dévore du Restif de la Bretonne, in NRF no 82, Gallimard, Paris, octobre 1959.
- Coll., Hommage à Albert Camus, in NRF no 87, Gallimard, Paris, mars 1960, 620 p.
- Les Somnambules , in NRF no 95, Gallimard, Paris, novembre 1960
- L'amour Breton, in NRF no 99, Gallimard, Paris, mars 1961, 11 p.
- John Cowper Powys, in NRF no 129, Gallimard, Paris, septembre 1963, 7 p.
- L'Exil et l'Evasion, in NRF no 199, Gallimard, Paris, juillet 1969, 7 p.
- Marguerite Yourcenar, in NRF no 259, Gallimard, Paris, juillet 1974, 4 p.
- Gens de toute sorte (Julien Green, Armand Salacrou, Willy de Spens), in NRF no 261, Gallimard, Paris, septembre 1974.
- Virginia Woolf : Trois Guinées, in NRF no 297, Gallimard, Paris, avril 1977, 3 p.
- Au plus près de sa voix : Les Carnets de Louis Guilloux, in NRF no 356, Gallimard, Paris, septembre 1982, 6 p.
- Chroniques : Jean-Paul Sartre : Lettres au Castor, in NRF no 372, Gallimard, Paris, janvier 1984, 6 p.

Autres critiques
- « La Révolte de Madame de Merteuil », in Les Cahiers de la Pléiade, p. 89, Gallimard, Paris, septembre 1951.
- Dir J. Lehman, The London Magazine - A Monthly Review of Literature, vol. 7, no 8, The Shenval Press, Londres, août 1960.
- Elia Kazan, outsider, in L'Avant scène cinéma no 311 & 312, juillet 1983.
- Coll., Georges Lambrichs (1917-1992), in NRF no 473, Gallimard, Paris, juin 1992, 58 p.

### Scénarios
- Avec A. Desclos, W. Congreve, Ainsi va le monde, mise en scène par G. Douking et représenté aux:

Palais de la Méditerranée, Nice, 29 mars 1955,
Théâtre Hébertot, Paris, du 5 au 11 juin 1955
- J. Bourdon, Le Soleil dans les yeux, Films Borderie & Reggane Films, 1962,

adaptation cinématographique du roman de Michèle Perrein.

## Aphorismes
« (...), on regarde un supplice qui n'en finit pas. Mais on reste, on écoute de toutes ses forces pour entendre à travers les cris ce qui n'échappe aux âmes que dans les supplices, la vérité de la honte, du remords, du désir, du désespoir. »

— A propos du journal intime de Benjamin Constant.

« Les actes laissent des traces moins profondes que le rêve. »

« Il n'y a rien de plus impudique que la prière. C'est [...] se mettre à la merci de quelque chose, de quelqu'un d'autre. »

— A propos du mysticisme d'O et de l'aspiration quiétiste de l'écrivain confessant Histoire d'O.

« (...) Sade, (...) m’a fait comprendre que nous sommes tous des geôliers, et tous en prison, en ce sens qu’il y a toujours en nous quelqu’un que nous-mêmes nous enchaînons ; que nous enfermons, que nous faisons taire. Par un curieux choc en retour, il arrive que la prison même ouvre à la liberté. »

— Dominique Aury expliquant le rôle libérateur de la rêverie qui explore le désir inconscient face aux frustrations que subissent les projets raisonnables dans un monde absurde.

« (...) ce ne sont pas les gens qui lisent Sade qui ont fait les camps de concentration. Ce sont des gens qui n'avaient jamais lu Sade. »

— A propos de l'hypocrisie de la censure et de ses prétentions morales et éducatives.

« On dit que rien ne change au léopard ses taches. »

— Relecture de Kipling dans le sens d'une irrésoluble incompatibilité entre l'être désirant entaché de péché et son paraître moral.

#### Entretiens publiés par écrit
- D. Aury, Un entretien avec Dominique Aury, in Le Patriote illustré no 7, Bruxelles, 16 février 1969.
- D. Aury, in J. Cressanges, Parlez-nous d'amour, Flammarion, Paris, 1986  (ISBN 2080649191).
- D. Aury, Vocation clandestine. Entretiens avec Nicole Grenier, in L'Infini, Gallimard, Paris, 1988, réed. no 66, été 1999  (ISBN 9782070755851).
- D. Aury, Entretien avec H. Bianciotti, in Le Monde des livres, Le Monde, Paris, 24 mars 1995.
- R. Deforges, O m'a dit. Entretiens avec Pauline Réage, J.-J. Pauvert, Paris, 31 mai 1995 (nouv. éd)  (ISBN 2720213586)  (ISBN 978-2720213588).
- J. de St Jorre, « The Unmasking of O », in The New Yorker, p. 42–50, New York, 1er août 1994.

Rééd. The Good Ship Venus: The Erotic Voyages of the Olympia Press, Hutchinson (en), Londres, 1994, rééd. Pimlico, New York, 1995.

#### Entretiens audio visuels
- R. Darbois & R. Stéphane, Chateaubriand, cassette S-VHS J. Demeure pour RTF, Paris, 13 mai 1963, 1 h 05 min 42 s.
- R. Darbois & R. Stéphane, Laclos, cassette S-VHS P. Seban pour RTF, Paris, 21 juin 1963, 49 min 28 s.
- A. Halimi, Chantons sous l'Occupation, Argos Films, Neuilly, avril 1976, 35 mm, 90 min.
- D. Aury, Les témoins de notre temps, Cassettes Radio-France, Paris, 1980.
- C. Roland-Manuel & A. Barroux, Alice est revenue : Lewis Carroll, maître d'école buissonnière, J.-B. Brunius & P. Chavasse pour France Culture, Paris, 10 août 1985.
- M. van Zele, Les messagers de l'ombre, FR3 Océaniques, Paris, 1986,
  - 1er épisode, De la débâcle à la clandestinité,
  - 2e épisode, De la libération à l'épuration.
- Ph. Garbit, Du côté de chez Gallimard : la NRF, Gaston et les autres, M.-F. Nussbaum pour France Culture, Paris, août 1991,
  - no 1 Départs et faux départ, 26 août,
  - no 2 De l'époque du Vieux Colombier aux années Rivière, 27 août,
  - no 3 Des années 1930 à la Drôle de guerre : de Détective à Drieu La Rochelle, 28 août,
  - no 4  De l'Occupation à la Nouvelle Nouvelle Revue française, 29 août,
  - no 5 Le roman d'un éditeur, 30 août.
- F. Bloch, Entretien avec Dominique Aury, 2 mai 1968, in CD no 19680502, plage no 4, cote FRBNF38331003, Phonothèque nationale, Paris, 1996.
- P. Rapaport, Écrivain d’O, Arte, Strasbourg, 2004.

Rééd. Writer of O, Zeitgeist Film (da), New York, mai 2006, DVD 62 min.
- M. Gallus, Erotica: A Journey Into Female Sexuality, Sienna films, Toronto, septembre 1997, 16 mm, 75 min.

(entretiens avec Pauline Réage, Jeanne de Berg, Bettina Rheims, Phyllis Christopher, Annie Sprinkle, Candida Royalle, Alina Reyes).

#### Sur l'écrivaine
- Col., « J. Paulhan », in L'Infini no 55, Gallimard, Paris, 1996.
- C. Delaunay, « Hommage à Dominique Aury », in Nouvelle Revue française no 550, p. 153-193, Gallimard, Paris, juin 1999.
- G. Stephenson, « Name upon Name. Encountering Pauline Réage, Dominique Aury, Anne Desclos. », in Taxi pour la pluie (en), Minneapolis, juin 2014  (ISSN 1943-4383).
- F. Nourissier, « La Secrète », in Figaro Magazine, Le Figaro, Paris, 31 mars 2006,
- Angie David, Dominique Aury : La vie secrète de l'auteur d'Histoire d'O, Paris, France, ELS, 2006, 550 p. (ISBN 978-2-756-10030-2, OCLC 995089212).

Cf. revue de presse.
- Col., Un bouquet pour Dominique Aury, Babel, Mazamet, 2009  (ISBN 2-909264-63-7).

Sur l’œuvre
- A. Destais, L’Émergence de la littérature érographique féminine en France : 1954-1975 - thèse de doctorat, Université de Caen, Caen, décembre 2006.
- F. Wilhelmi, Was darf Kunst? Die Erörterung einer schweren Frage anhand Pauline Réages "Die Geschichte Der O", GRIN (de), Ravensbourg, avril 2011, 72 p.  (ISBN 9783640895847).
- J. Blanchette, De Pauline Réage à Anne Rice : un pas vers une sexualité démocratisée, EUE, Sarrebruck, 2011  (ISBN 978-613-1-56565-6).

#### Sur son père
- Ch. Okret Manville, La politique de promotion culturelle britannique en France (1930-1953) - De la publicité aux relations culturelles. - thèse de doctorat, IEP, Paris, 2002.

#### Archives
- Douze lettres à René Étiemble, Fonds René Etiemble NAF 28279, cote 3, BNF, Paris.
- Une lettre à François Nourissier, Fonds François Nourissier NAF 28365, sans cote, BNF, Paris.
- Archives privées inédites accessibles aux chercheurs par la Société des lecteurs de Jean Paulhan, 2 rue de Fleurus à Paris.

### Sources
1. ↑  Insee, « Extrait de l'acte de décès de Dominique Desclos », sur MatchID
2. ↑  B. Pivot, Front populaire au Fermina, in Le Figaro littéraire, p. 18, Paris, 4 décembre 1967.
3. ↑  Angie David 2006, p. 27, 30
4. 1 2 3 4 5 6  G. Bedell (en), « I wrote the story of O », in The Observer, Londres, 25 juillet 2004.
5. ↑  Angie David, Dominique Aury : La vie secrète de l'auteur d'Histoire d'O, Paris, France, ELS, 2006, 550 p. (ISBN 978-2-756-10030-2, OCLC 995089212), p. 193.
6. ↑  Angie David 2006, p. 194.
7. 1 2 3 4 5 6  J. Garcin, Histoire d'O, Le Nouvel Observateur n° 1970, Paris, 8 août 2002.
8. ↑  N. Grenier, Vocation clandestine, p. 11, coll. L'Infini, Gallimard, Paris, 1999  (ISBN 9782070755851).
9. 1 2 3 4  P. Réage, Une fille amoureuse, in P. Réage, Histoire d'O suivi de Retour à Roissy, p. 213, Le Livre de poche, Paris, 1975.
10. 1 2  J. Talagrand, Lettre à Anne Desclos, Paris, 7 juillet (1933), cité in David op. cité p. 317.
11. ↑  Angie David 2006, p. 320.
12. ↑  R. Desforges, O m’a dit, p. 18-19, éditions J.J. Pauvert, Paris, 1975.
13. ↑  C.-P. Jolyot de Crébillon, Le Sopha, conte moral, p. 259, Desjonquières, Paris, 1984.
14. ↑  Comte Auguste Desclos, Fonctions et mission de la cité universitaire, Librairie Glauser, Paris, 1962.
15. ↑  G. d'E.-A. Chaix d'Est-Ange, Dictionnaire des familles françaises anciennes ou notables à la fin du XIXe siècle, XI, p. 114, Charles Hérissey impr., Évreux, 1912.
16. ↑  J. Simon, Un siècle de football normand, Éditions Charles Corlet, Bayeux, juillet 1998  (ISBN 2854807537).
17. ↑  A. Desclos-Auricoste, préface à R. L. Stevenson, The Strange case of Dr Jekyll and M. Hyde, Éd. Henri Didier, Paris, 1945.
18. 1 2  Angie David 2006, p. 198.
19. ↑  Angie David 2006, p. 195.
20. ↑  M. Luther, Pecca fortiter sed crede fortius, in Lettre n° 501 à Melanchthon, 1er août 1521. (Pêche avec courage mais crois avec plus de courage encore).
21. ↑  A. Declos, Lettre à Jacques Talagrand, Londres, 23 juin 1933, cité in David, op. cité p. 213.
22. 1 2  Angie David 2006, p. 199.
23. ↑  Angie David 2006, p. 202.
24. ↑  A. Desclos, Mot à Jacques Talagrand,
 [s.l.], 25 mars 1935, cité in Davis, op. cité, p. 321.
25. ↑  Angie David 2006, p. 317.
26. 1 2  Angie David 2006, p. 201.
27. 1 2  A. Desclos, Lettre à Jacques Talagrand, Launoy, 27 août 1934, cité in Angie David 2006, p. 320.
28. ↑  Angie David 2006, p. 213.
29. ↑  Th. Maulnier, Racine, Alexis Redier, 1935.
30. ↑  Th. Maulnier, « Le déclin du marxisme », in L'Action française, no 194, p. 3, Paris, 13 juillet 1933.
31. ↑  Angie David 2006, p. 217.
32. ↑  Angie David 2006, p. 240.
33. ↑  S. Chaperon, Une génération d’intellectuelles dans le sillage de Simone de Beauvoir, in Clio. Histoire, femmes et sociétés, no 13, p. 99-116, 2001.
34. ↑  J. Paulhan, Lettre à Édith Thomas, Paris, 16 septembre 1944, in Fonds Édith Thomas, Archives nationales, Pierrefitte-sur-Seine, cité in Angie David 2006, p. 77
35. ↑  A. Desclos, La correction des épreuves écrites dans les examens: enquête expérimentale sur le baccalauréat, in International Examinations Inquiry - French committee, La Maison du livre, Paris, 1936.
36. ↑  A. Desclos, Atlas de l'enseignement en France, Commission française pour l'enquête Carnegie, 1933
37. ↑  Th. Maulnier, Lettre à Anne Desclos, Paris, 9 novembre 1940, cité in Angie David 2006, p. 289.
38. ↑  Angie David 2006, p. 254.
39. ↑  É. de Montety, Thierry Maulnier, p. 182, Perrin, Paris, 2013.
40. 1 2  Angie David 2006, p. 257.
41. 1 2  Angie David 2006, p. 268.
42. ↑  Angie David 2006, p. 269.
43. ↑  J. Donne, « Demain », in M. R. Bertin, Revue française des arts et des œuvres, no 1, Corrêa, Paris, avril 1940.
J. Donne, « L'Apparition », in M. R. Bertin, Revue française des arts et des œuvres, no 1, Corrêa, Paris, avril 1940.
J. Donne, « Chanson » in M. R. Bertin, Revue française des arts et des œuvres, no 1, Corrêa, Paris, avril 1940.
J. Donne, « Un rêve », in M. R. Bertin, Revue française des arts et des œuvres, no 1, Corrêa, Paris, avril 1940.
J. Donne, « Message pour interdire le deuil », in M. R. Bertin, Revue française des arts et des œuvres, no 1, Corrêa, Paris, avril 1940.
D.Aury, « "The Wild Palms" de William Faulkner », in M. R. Bertin, Revue française des arts et des œuvres, no 1, Corrêa, Paris, avril 1940.
D. Aury, « "Let the People Sing (en)" de J. B. Priestley », , in M. R. Bertin, Revue française des arts et des œuvres, no 2, Corrêa, Paris, mai 1940.
D. Aury, « "After Many a Summer" d'Aldous Huxley », , in M. R. Bertin, Revue française des arts et des œuvres, no 2, Corrêa, Paris, mai 1940.
44. ↑  Angie David 2006, p. 271-273.
45. ↑  Angie David 2006, p. 267.
46. 1 2  Angie David 2006, p. 285.
47. ↑  Angie David 2006, p. 218.
48. ↑  Angie David 2006, p. 22.
49. 1 2 3  D. Aury, Vocation clandestine. Entretiens avec Nicole Grenier, in L'Infini, Gallimard, Paris, 1988, réed. L'Infini, p. 21, Denoël, Paris, 1996.
50. ↑  Angie David 2006, p. 72.
51. ↑  « Georges Adam », BNF.
52. 1 2  D. Aury, Vocation clandestine. Entretiens avec Nicole Grenier, in L'Infini, Gallimard, Paris, 1988, réed. L'Infini, p. 22, Denoël, Paris, 1996.
53. 1 2  F. Nourissier, « La Secrète », in Figaro Magazine, Le Figaro, Paris, 31 mars 2006.
54. ↑  Angie David 2006, p. 302.
55. ↑  Angie David 2006, p. 299.
56. ↑  D. Aury, Poètes précieux & baroques du XVIIe, Jacques Petit, 1941.
57. ↑  Th. Maulnier, Introduction à la poésie française, Gallimard, Paris, 1942, 364 p.
58. 1 2  Portraits de Dominique Aury par Bernard Milleret.
59. ↑  Angie David 2006, p. 305.
60. ↑  Angie David 2006, p. 303.
61. 1 2  D. Aury, Vocation clandestine. Entretiens avec Nicole Grenier, in L'Infini, Gallimard, Paris, 1988, réed. L'Infini, p. 23, Denoël, Paris, 1996.
62. ↑  La Nouvelle équipe française no 11, Paris, octobre 1945.
63. ↑  O. Gouranton, Comœdia, un journal sous influences, in La Revue des revues no 24, Ent'revues, Paris octobre 1997  (ISSN 0980-2797).
64. ↑  D. Aury, Vocation clandestine. Entretiens avec Nicole Grenier, in L'Infini, Gallimard, Paris, 1988, réed. L'Infini, p. 24, Denoël, Paris, 1996.
65. 1 2  Angie David 2006, p. 80.
66. ↑  D. Aury, L'Arche, no 15, Paris, mai 1946.
67. ↑  Angie David 2006, p. 21.
68. ↑  F. Villon, Œuvres complètes, La Guilde du Livre, Lausanne, 1948.
69. ↑  J. Hogg, trad. D. Aury, préf. A. Gide, Confession du pécheur justifié, Charlot, Paris, 1949.
70. ↑  E. Waugh, trad. D. Aury, Le Cher disparu (en), Robert Laffont, Paris, 1949.
71. ↑  A. Koestler, tras. D. Aury, Analyse d'un miracle : naissance d'Israël, Calmann-Lévy, Paris, 1949.
72. ↑  F. S. Fitzgerald, trad. D. Aury & S. Mayoux, La Félure (en), Gallimard, Paris, 1963.
73. ↑  H. Miller, Aller retour New York (en), collection La Petite Ourse no 17, Guilde du Livre, Lausanne, 1956.
74. ↑  Y. Mishima, trad. D. Aury, La Mort en été (en), Collect° du Monde entier, , Gallimard, Paris, 1983.
75. ↑  P. Rapaport, Writer of O, Zeitgeist Film (da), New York, mai 2006, DVD.
76. ↑  A. Declos, Lettre à É. Thomas , 27 octobre 1946, in Angie David 2006, p. 401.
77. ↑  Dorothy Kaufmann, Édith Thomas, passionnément résistante, Paris, éd. Autrement, 2007, p. 164-165.
78. ↑  D. Aury, Lettre à Édith Thomas, citée in Angie David 2006, p. 400
79. ↑  C. Paulhan, citée in Bedell, art. cité.
80. ↑  J. Paulhan, Le marquis de Sade et sa complice ou Les revanches de la pudeur, Lilac, Paris, 1951, 130 p.
81. ↑  F. Gorog, Paradoxes du masochisme dit féminin : Justine ou le nouvel Œdipe, in Mensuel no 32, p. 22, École de Psychanalyse des Forums du Champ Lacanien, Paris, 9 février 2004.
82. ↑  P. Réage, Une fille amoureuse, $ 1, préf. 20 pp., in Retour à Roissy, J-J. Pauvert, Paris, 1969.
83. 1 2 3 4  Angie David 2006, p. 23.
84. ↑  Angie David 2006, p. 153.
85. ↑  P. Réage, Une Fille Amoureuse, éditions J.J. Pauvert, Paris, 1954,  (ISBN 2-253-01530-X)
86. ↑  D. Aury, Entretien avec H. Bianciotti, in Le Monde des livres, Le Monde, Paris, 24 mars 1995.
87. ↑  F. de Fénelon, Lettres sprituelles, no 258, in Œuvres de Fénelon, archevêque de Cambrai, vol. I, p. 574, Lefèvre, Paris, 1835 (rapprochement fait par Garcin, art. cité).
88. 1 2  J. Paulhan, Le bonheur dans l'esclavage, in P. Réage, Histoire d'O, éditions J.J. Pauvert, Sceaux, 1954,
89. 1 2 3 4 5 6  A. Destais,  L’érotisme noir féminin, UPC, Caen, 8 février 2008.
90. 1 2  Ph. d'Argila, cité in Bedell, art. cité (Philippe d'Argila est l'ayant droit des droits d'auteur).
91. ↑  V.g. Le Courrier des Canettes, Medium, Dimanche-Matin.
92. ↑  A. Berry, Combat
93. ↑  F. Mauriac, Lettre à J. Paulhan, in F. Mauriac, Correspondance 1925-1967, p. 19, Éditions Claire Paulhan, Paris, 2001.
94. ↑  Décret-loi du 29 juillet 1939 « sur la protection de la famille et de la natalité ».
95. 1 2  C. Elsen, L'amour fou, in Dimanche-Matin, 29 août 1954.
96. 1 2 3  A. Pieyre de Mandiargues, Les fers, le feu, la nuit de l'âme, Critique, mai 1955.
97. 1 2  G. Bataille, Le Paradoxe de l'érotisme, NRF, juin 1955.
98. ↑  Héloïse, « (…) j'eus (…) le courage de me perdre sur ton ordre. (…) tu règnes en seul maître sur mon âme comme sur mon corps. (…) Le nom d'épouse paraît plus sacré (..). J'aurais voulu, si tu permets, celui de concubine et de putain. », in Lettres à Abélard, II.
99. ↑  De Pierre Klossowski.
100. ↑  P. Réage, Histoire d'O, p. 289, Poche, Paris, 1999.
101. ↑  P. Réage, Histoire d'O, p. 65, Poche, Paris, 1999.
102. ↑  Angie David 2006, p. 12.
103. ↑  Angie David 2006, p. 11.
104. ↑  Angie David 2006, p. 13.
105. ↑  C.Elsen, cité in A. David, op. cité, p. 12.
106. 1 2  D. Aury, Notice de couvertures, L'Histoire fabuleuse, Gallimard, Paris, 1961-1964.
107. ↑  G. Stephenson, « Name upon Name. Encountering Pauline Réage, Dominique Aury, Anne Desclos. », p. 23, in Taxi pour la pluie (en), Minneapolis, juin 2014  (ISSN 1943-4383).
108. 1 2 3  P. Rapaport, Écrivain d’O, Arte, Strasbourg, 2004.
109. ↑  Loi du 16 juillet 1949.
110. ↑  C. Robbe-Grillet, témoignant in Conférence L’érotisme noir féminin, UPC, Caen, 8 février 2008.
111. ↑  D. Aury, Songes, Babel, Arles, 1996.
112. 1 2  L.-F. Céline, Lettre à R. Nimier, 13 mars 1957.
113. ↑  D. Aury, « Des raisons d'amitié qui jouent à ce niveau? Sûrement. Et pourquoi pas? », citée in G. Pudlowski,Ils élisent, mais lisent-ils?, in Les Nouvelles littéraires, p. 4, Paris, 17 novembre 1978.
114. ↑  D. Aury, Songes, in NRF no 95, Paris, novembre 1960.
115. ↑  D. Aury, Songes, éd. Perpétuelles, Mazamet, 1991.
116. ↑  M. Bernard, Le domaine du Paraclet, Collect° L'Histoire fabuleuse, Gallimard, Paris, 1961.
117. ↑  A. David, Dominique Aury : La vie secrète de l'auteur d'Histoire d'O, p. 278, ELS, 2006  (ISBN 2-7561-0030-7).
118. 1 2  K. Haedens, « Retour au style », in Revue française des idées et des œuvres, no 1, Corrêa, Paris, 10 avril 1940.
119. ↑  Loi sur les publications obscènes. (en)
120. ↑  Angie David 2006, p. 175.
121. ↑  Angie David 2006, p. 188.
122. ↑  A. Vialatte, Le grand départ de Jean Paulhan, in La Montagne, Clermont-Ferrand, 1968.
123. 1 2  Angie David 2006, p. 189.
124. ↑  Réed. J. Aeply, Eros zéro, La Musardine, Paris, 1997,  (ISBN 2842710118).
125. ↑  M. Jakubowski, F. Spengler, Ooh La La!: Contemporary french erotica by women, Thunder's Mouth Press, octobre 2006  (ISBN 9781560259084).
126. ↑  D. Aury, O m’a dit, entretien avec Régine Deforges, p. 78-79, J. J. Pauvert, Paris, 1975.
127. ↑  P. Hébert, Y. Lever & K. Landry, Dictionnaire de la censure au Québec, Fides, Montréal, 2006.
128. ↑  Le Livre de poche no 14766.
129. ↑  P. Réage, ill. Léonor Fini, Histoire d'O, éditions J.J. Pauvert, Paris, 1975.
130. ↑  R. Deforges, Poèmes de femmes des origines à nos jours: anthologie, Cherche Midi, Paris, 1993.
131. ↑  John de St Jorre, The unmasking of O, in The New Yorker, 1er août 1974.
132. ↑  Angie David 2006, p. 190.
133. ↑  Biographie d'Alan Boase, réinventeur de Jean de Sponde.
134. ↑  D. Aury, Lecture pour tous, vol. I, p. 235, Gallimard, Paris, 1958, cité in La Nouvelle Revue française, n° 550, p. 157, Gallimard, Paris, 1999.
135. ↑  D. Aury, Lecture pour tous, vol. I, p. 221, Gallimard, Paris, 1958, cité in M. Mohrt, Ma vie à la n.r.f, p. 31, Équateurs, Sainte-Marguerite-sur-Mer, 2005.
136. ↑  D. Aury, « Une fille amoureuse », in D. Aury, Retour à Roissy, Le Livre de poche, Paris, 1975, 131 p., réed. 1999, 281 p.
137. ↑  R. Kipling, « How the Leopard got his Spots », in Just So Stories for Little Children, Macmillan, Londres, 1902.